# コヴイ人
コヴイ人（コヴイじん、ロシア語: Ковуи）はキエフ・ルーシ期のテュルク系の、民族（あるいは部族）である。
コヴイ人は11 - 12世紀に黒海沿岸のステップをポロヴェツ族が占有した後にルーシ領域内に集団移住し、12 - 13世紀にはドニエプル川左岸の森林ステップ地帯(ru)に住み、チェルニゴフ公に従属した。
『イパーチー年代記』には、1185年のノヴゴロド・セヴェルスキー公イーゴリのポロヴェツ族への遠征に、チェルニゴフ公国のヴォエヴォダ・オリスチン揮下の一軍として参加したことが言及されている。なお、この遠征を題材とした『イーゴリ遠征物語』には、チェルニゴフ公ヤロスラフに属するモグトタトラン、シェルビル、トプチャク、オルベルという集団が言及されている。これらもヤロスラフに従属するテュルク系部族名、あるいは族長名と考えられる。